# Сетевой паритет

Страны и территории, где был достигнут сетевой паритет для солнечной энергетики, 2014 год

Сетевой паритет происходит, когда нормированная стоимость электроэнергии, получаемой с помощью альтернативных источников электричества, меньше либо равняется цене электричества из сети, добываемого традиционными станциями (ТЭС, ГЭС и АЭС). Термин применяется для возобновляемых источников энергии, главным образом солнечной энергии и ветроэнергетики.
Достижение сетевого паритета происходит в точке, которая позволяет альтернативному источнику энергии конкурировать без государственной поддержки и субсидий. Полагается, что широкий переход энергетики к этим источникам энергии начнётся после достижения сетевого паритета.

## Солнечная энергетика
По прогнозам, сетевой паритет будет достигнут в течение ближайших лет, а к 2020—2030 году распространится на северные регионы и Россию.